# The Lox
The Lox, stylisé The LOX, est un groupe de hip-hop américain, originaire de Yonkers, dans l'État de New York. Le groupe se compose des rappeurs Sheek Louch, Styles P. et Jadakiss. Ils sont à l'origine signés sur le label Bad Boy Records de Sean Combs en 1995, avant de se joindre à Ruff Ryders Entertainment en 1999. Ils ont depuis lancé leur propre label, D-Block Records. Le nom de D-Block représente le collectif du label, qui inclut J-Hood (alias Jae Hood), Team Arliss, et le président de D-Block Records, Supa Mario

## Biographie

### Formation et débuts (1994–1996)
Jason « Jadakiss » Phillips, David « Styles P. » Styles, et Sean « Sheek Louch » Jacobs, lancent leur carrière musicale dans leur ville natale de Yonkers. Étudiants, ils forment un groupe appelé The Bomb Squad, jouent sur la scène locale et produisent leur propre démos. En 1994, ils participent au titre Set It Off de Main Source, extrait de l'album Fuck What You Think. Tandis que la scène hip-hop est dominée par des groupes et artistes comme Raw Rome, Lord Devon et le jeune DMX, le groupe se popularise de par son style lyrique et par sa capacité à raconter les faits divers. Le groupe change de nom pour celui de The Warlocks, et continue à développer sa popularité underground à l'aide de mixtapes. Mary J. Blige est, à cette période, l'une de leurs admiratrices. Mary fait écouter l'une des démos du groupe au CEO du label Bad Boy Records, Sean « Puffy » Combs qui les contacte et les signe. À la demande de Combs, The Warlocks changent de nom pour The L.O.X, un acronyme pour Living Off eXperience.

### Succès (1997–2000)
The LOX se popularise à l'échelle nationale en 1997 grâce à leur collaboration avec Sean « Puffy » Combs sur le single It's All About the Benjamins, peu après la publication de leur titre We'll Always love Big Poppa dédié à The Notorious B.I.G.. Le trio participe par la suite à une multitude de titres à succès comme 24 Hrs. to Live de Ma$e, Honey de Mariah Carey, et Jenny From The Block de Jennifer Lopez,. Le premier album du groupe, Money, Power & Respect, est publié le 13 janvier 1998, et se classe troisième du classement Billboard 200. En 1999, l'album est certifié disque de platine par la Recording Industry Association of America (RIAA).
En été 1999, le trio ne se trouve pas satisfait de son parcours musical chez Bad Boy, et tente de rompre son contrat pour se joindre au tout nouveau label Ruff Ryders/Interscope. Bad Boy est connu pour ses titres dance et ses vidéos à haut budget, malgré le fait que The LOX s'investisse dans le rap hardcore. Le groupe signe finalement au label et publie son deuxième album, We Are the Streets, le 25 janvier 2000,. L'album se classe cinquième du Billboard 200.

### Pause et revirement (depuis 2001)
En 2003, le groupe fonde le label D-Block Records, officiellement lancé durant la publication de l'album solo de Sheek, Walk Witt Me. Le nom de D-Block représente le collectif du label, qui inclut J-Hood (alias Jae Hood), Team Arliss, et le président de D-Block Records, Supa Mario. De nombreuses mixtapes et de nombreux CD de D-Block atteignent alors les top 40 des albums R&B et hip-hop depuis 2006.
Un album collaboratif avec le Wu-Tang Clan est publié en 2012 et intitulé Wu Block. En juin 2013, Jadakiss explique au magazine XXL que de nombreux labels, dont Bad Boy et Maybach Music Group, ont fait leurs offres pour la publication du nouvel album de LOX. Le 18 décembre 2013, le groupe publie un extended play (EP) surprise intitulé The Trinity, sur iTunes. L'EP débute 141e du Billboard 200, et se vend à 8 400 exemplaires lors de sa première semaine de publication.
Le 24 février 2014, The LOX annonce un concert international, nommé d'après leur EP The Trinity,. Le 1er mars 2014, The LOX continue la publication de nouvelles chansons avec le titre New York, diffusée par Funkmaster Flex. New York reprend le titre de Biggie Smalls Think Big en featuring avec Lord Tariq,. Le 16 mars 2014, The LOX publie le clip de son titre Faded, extrait de son EP The Trinity. Le 24 mars 2014, le clip du titre New York est mis en ligne,.
En 2012, The LOX avait annoncé la sortie d'un nouvel album intitulé We Are the Streets 2. Début 2014, Jadakiss donne plus de détails sur ce nouvel album de The LOX.

## Discographie

### Albums studio
- 1998 : Money, Power and Respect
- 2000 : We Are the Streets
- 2016 : Filthy America... It's Beautiful
- 2020 : Living Off Experience

### EP
- 2013 : The Trinity
- 2014 : The Trinity: 2nd Sermon

### Compilation
- 2009 : No Security

### Mixtapes
- 2006 : The CD/DVD Mixtape
- 2007 : Before The Lox
- 2014 : The Trinity: 3rd Sermon